# 1895 au cinéma

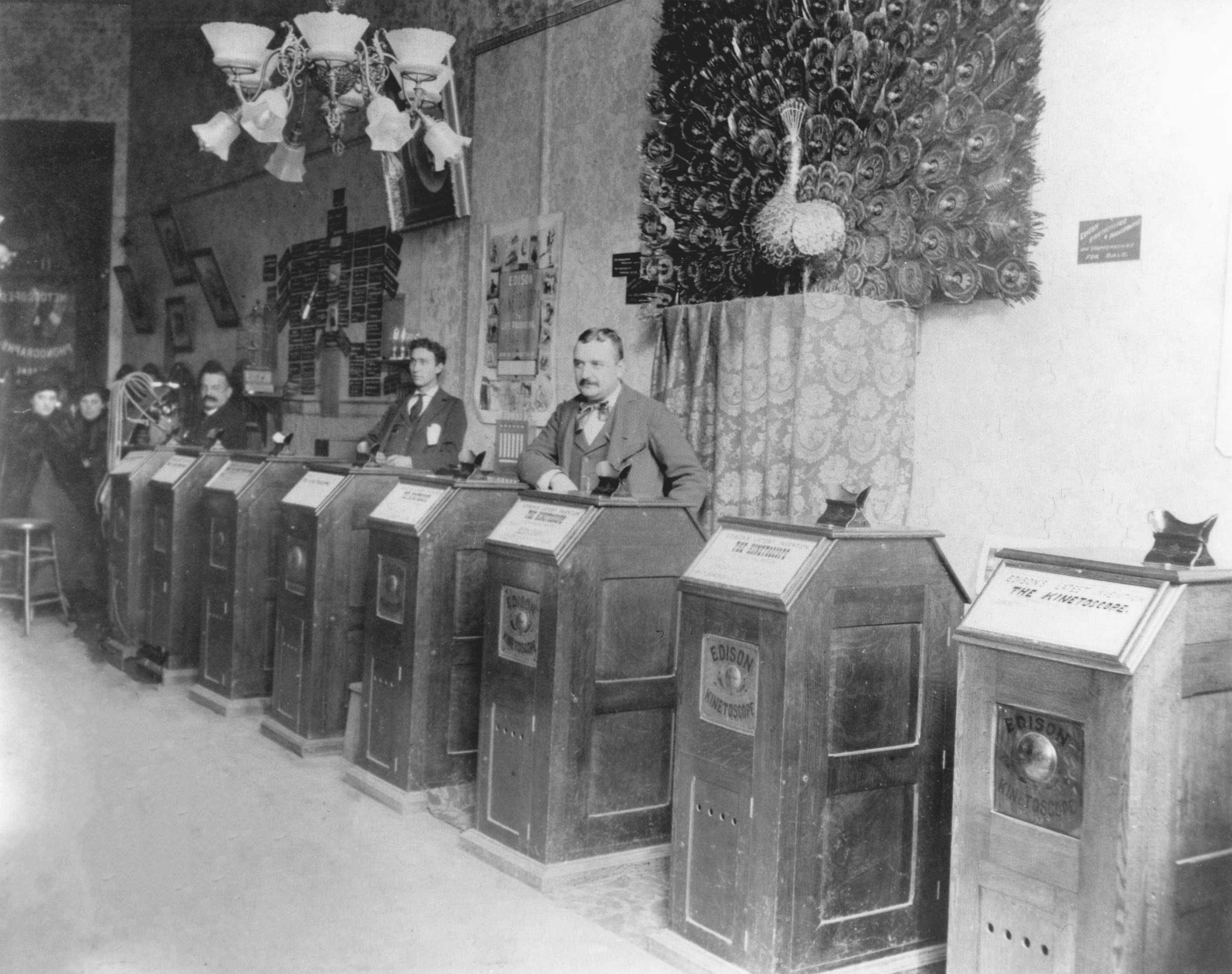
Salon Kinetoscope de San Francisco, 1894–95

| Années du cinéma : … /… - 1895 - 1896 1897 1898 |
| Décennies du cinéma : … /… - 1900 - 1910 - 1920 |

Cet article présente les faits marquants de l'année 1895 au cinéma.

## Événements
- 13 février : se procurant enfin le ruban souple de John Carbutt, commercialisé aux États-Unis par George Eastman, les frères Louis et Auguste Lumière adaptent leur premier appareil et déposent le brevet d'un « appareil servant à l'obtention et à la vision des épreuves chronophotographiques ».
- 19 mars : premier tournage à Lyon de la Sortie de l'usine Lumière à Lyon, réalisé par Louis Lumière, comme le seront les 80 « vues photographiques animées » suivantes, ainsi qu'il appelle ses bobineaux de pellicule impressionnée. Format : 35 mm à un jeu de deux perforations rondes Lumière pour chaque photogramme.
- 22 mars : projection privée par les frères Lumière à Paris à la Société d'encouragement à l'industrie nationale. Au programme : la Sortie de l'usine Lumière à Lyon, grâce au « Kinétographe Lumière », ainsi que les deux frères nomment encore leur invention, faisant référence à l'appareil mis au point précédemment par Thomas Edison et William Kennedy Laurie Dickson.
- 30 mars : suit un brevet de perfectionnement, dans lequel l'appareil est nommé pour la première fois « Cinématographe ».
- 10 et 12 août : fondation par Léon Gaumont de la société des Films Gaumont.
- 21 septembre : première projection publique cinématographique de l'histoire, réalisée à La Ciotat au Théâtre de l'Eden[1].
- 16 novembre 1895 : projection du Cinématographe à la Sorbonne.
- 28 décembre : première projection publique et payante du Cinématographe Lumière à Paris dans le salon indien du Grand Café, au numéro 14 du boulevard des Capucines, qui peut accueillir entre 100 et 120 spectateurs. Dix films sont au programme, dont l'Arroseur arrosé, le Repas de bébé et la Sortie de l'usine Lumière à Lyon. Trente-cinq spectateurs payants se présentent le premier jour et laissent trente cinq francs de recette dont cinq de bénéfice pour un loyer fixé à trente. À la suite d'articles élogieux de la presse parisienne, 2 000 à 2 500 spectateurs se pressent rapidement tous les jours, le loyer restant fixé à seulement trente francs par jour pour un an.

## Premières projections Lumière
- 22 mars : La Sortie de l'usine Lumière à Lyon à Paris par Films Lumière (France)
- 10 juin : La Place des Cordeliers à Lyon à Lyon par Films Lumière (France)
- 10 juin : La Voltige à Lyon par Films Lumière (France)
- 10 juin : Les Forgerons à Lyon par Films Lumière (France)
- 10 juin : La Pêche aux poissons rouges à Lyon par Films Lumière (France)
- 10 juin : L'Incendie d'une maison à Lyon par Films Lumière (France)
- 10 juin : L'Arroseur arrosé (ou le Jardinier) à Lyon par Films Lumière (France)
- 10 juin : Le Repas de bébé à Lyon par Films Lumière (France)
- 12 juin : Discussion entre MM. Janssen et Lagrange à Lyon par Films Lumière (France)
- 12 juin : Le Saut à la couverture à Lyon par Films Lumière (France)
- 12 juin : Le Débarquement des congressistes à Neuville à Lyon par Films Lumière (France)
- 21 septembre : Les Baigneuses à La Ciotat par Films Lumière (France)
- 16 novembre : Scènes de famille à Paris par Films Lumière (France)
- 28 décembre : La Mer (Baignade en mer) à Paris par Films Lumière (France)

## Principales naissances
- 13 janvier : Fortunio Bonanova, acteur et réalisateur d'origine espagnole († 2 avril 1969).
- 20 janvier : George Burns († 9 mars 1996).
- 27 janvier : Violet Heming, actrice britannique († 4 juillet 1981).
- 4 février : Nigel Bruce, acteur britannique († 8 octobre 1953).
- 28 février : Marcel Pagnol († 18 avril 1974).
- 17 mars : Shemp Howard († 22 novembre 1955).
- 30 mars : Jean Giono († 9 octobre 1970).
- 7 avril : Bert Wheeler, acteur américain († 18 janvier 1968).
- 6 mai : Rudolph Valentino, acteur italien († 23 août 1926).
- 9 mai : Richard Barthelmess, acteur et producteur américain († 17 août 1963).
- 5 juin : William Boyd, acteur américain († 12 septembre 1972).
- 25 juillet : Yvonne Printemps († 18 janvier 1977).
- 2 octobre : Bud Abbott († 24 avril 1974).
- 4 octobre : Buster Keaton († 1er février 1966).
- 21 octobre : Edna Purviance († 11 janvier 1958).